# Zálesí (Neustupov)
Zálesí je osada v okrese Benešov, součást obce Neustupov. Leží 2,5 km jihozápadně od Neustupova. Jsou zde evidovány 3 adresy. Zálesí leží v katastrálním území Neustupov.

## Historie
První písemná zmínka o vesnici pochází z roku 1378.

## Další fotografie

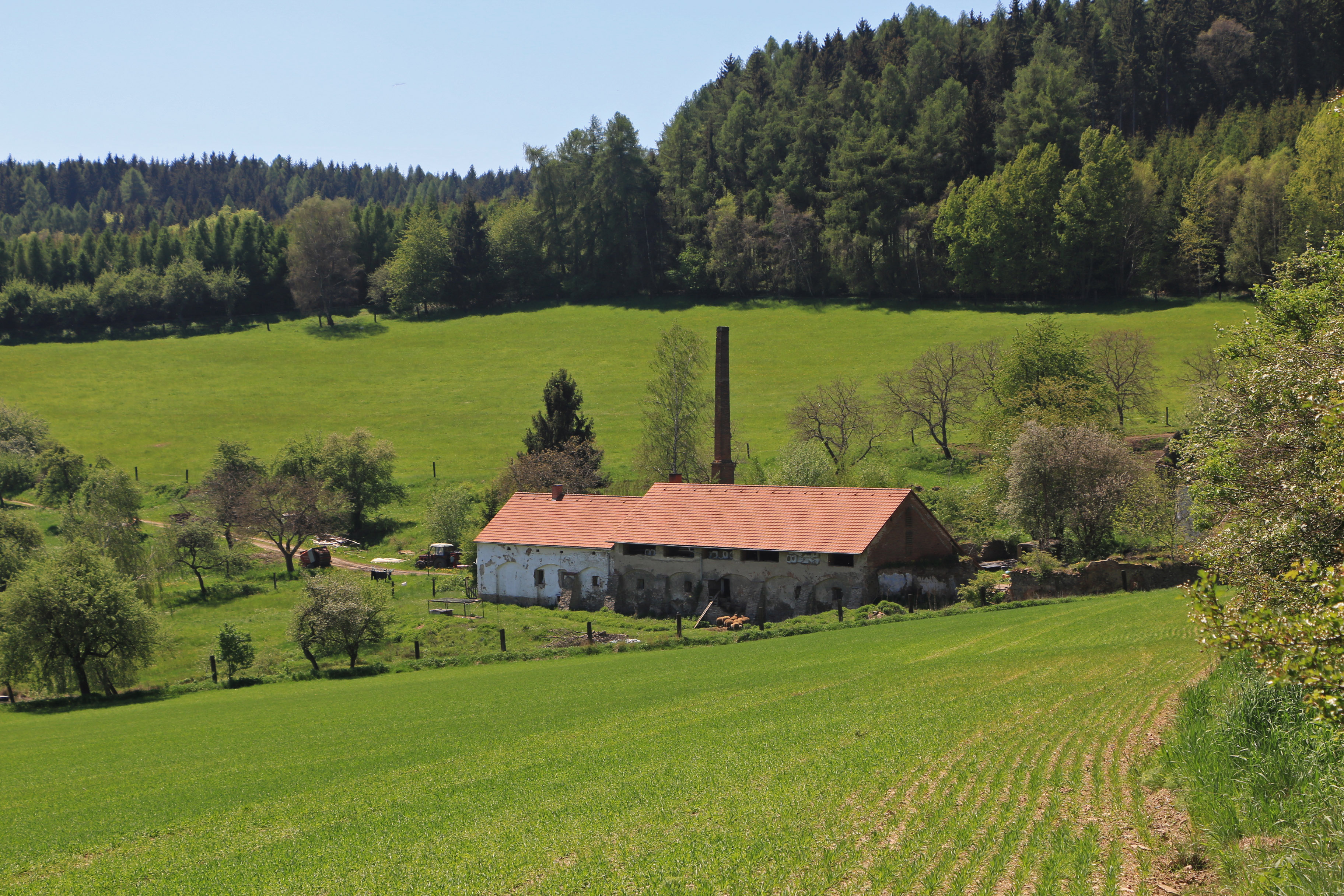
Severní pohled na osadu
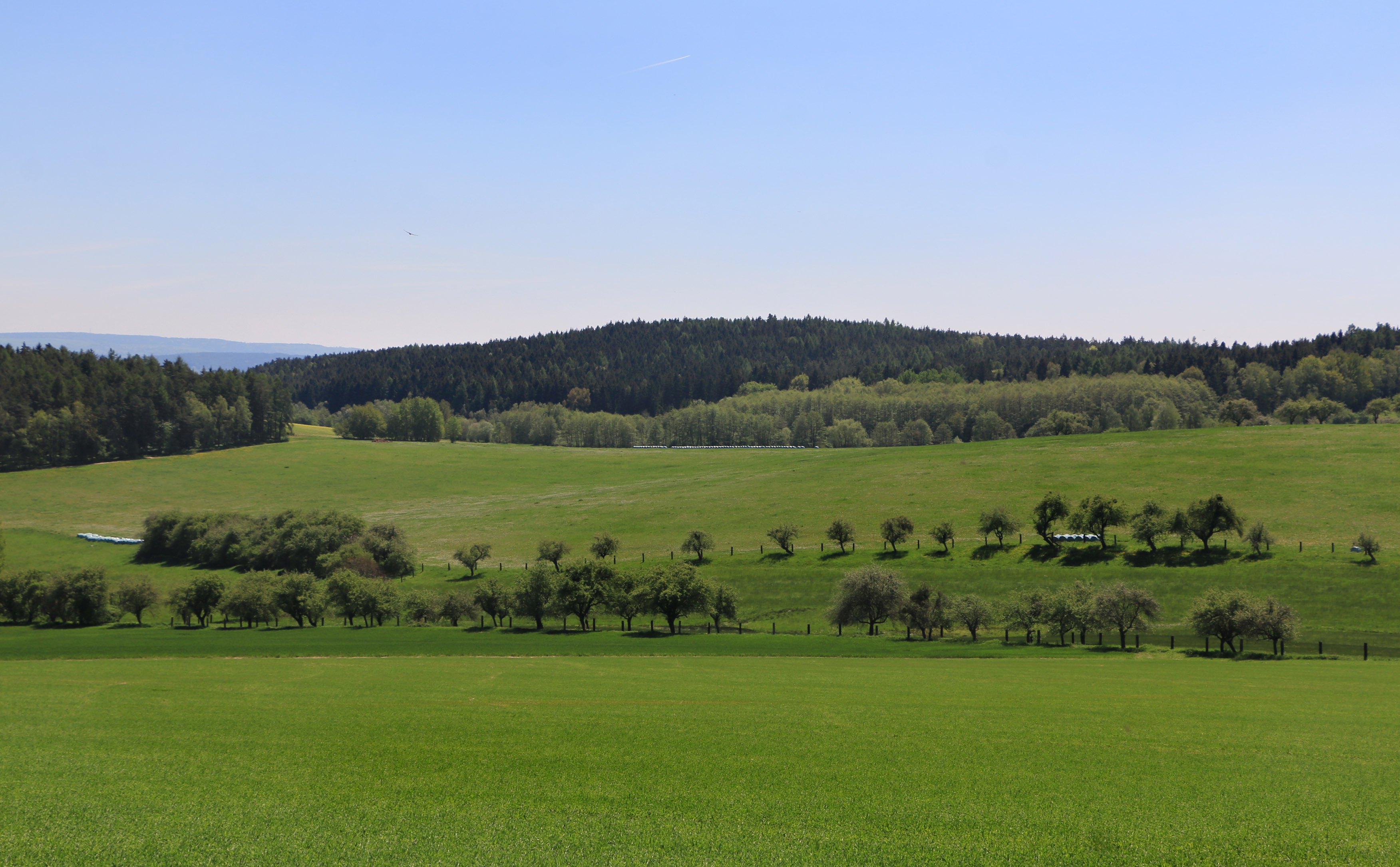
Okolní krajina